# Taxón no descripto

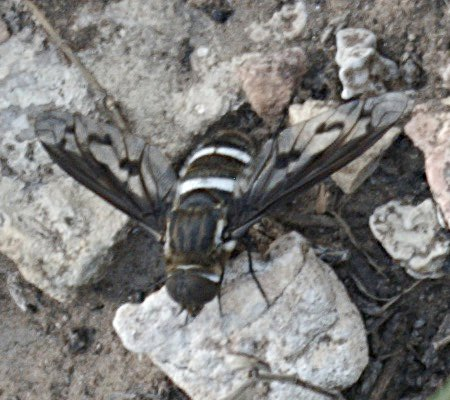
Según el entomólogo Andy Calderwood, esta mosca bombílida del género Exoprosopa pertenece a una especie no descripta (hasta el septiembre de 2009).

En taxonomía, un taxón no descripto es un taxón (por ej., una especie) que ya ha sido descubierta, pero aún no formalmente descrita. Los distintos Códigos de Nomenclatura especifican los requerimientos de una descripción válida de un nuevo taxón. Hasta que tal descripción sea publicada, el taxón no tiene nombre oficial o formal, aunque puede usarse un nombre informal temporal. Es posible que un taxón se mantenga como "no descripto" por un período extenso, aunque se publiquen descripciones no oficiales.
Cuando el taxón sin describir se refiere al nombre de un género va seguido de "sp". Este género puede incluir varias especies sin describir, en esos casos a menudo se señala con una letra o un número para distinguirlas. Por ejemplo, el género de tiburón Pristiophorus tenía cuatro especies sin describir, informalmente denominadas Pristiophorus sp. A, B, C y D (en 2008 la especie A fue descripta como Pristiophorus peroniensis y la B como P. delicatus). Cuando se produce la publicación de la descripción formal de estas especies este nombre provisional se reemplaza por el nombre binomial definitivo.
En bacteriología una registro válido de un nombre requiere el depósito de la bacteria en una colección de cultivos de bacterias. Para las especies que esto no es posible no pueden recibir un nombre binomial válido, por lo que serán clasificadas como candidatus.